# Annette Dutertre
Annette Dutertre (* 27. Januar 1961 in Le Mans) ist eine französische Filmeditorin.

## Leben
Annette Dutertre wurde an der Filmhochschule La Fémis in Paris ausgebildet. Seit den 1990er Jahren ist sie als Filmeditorin tätig.
Für die Filme Tournée (2010), Camille – Verliebt nochmal! (2012) und Mein Liebhaber, der Esel & Ich (2020) wurde sie jeweils für einen César für den Besten Schnitt nominiert.

## Filmografie (Auswahl)
- 2001: Skoot...Hansawwar
- 2005: Malen oder Lieben (Peindre ou faire l’amour)
- 2010: Tournée
- 2012: Camille – Verliebt nochmal! (Camille redouble)
- 2013: Liebe ist das perfekte Verbrechen (L’amour est un crime parfait)
- 2013: Les Salauds
- 2014: Gemma Bovery – Ein Sommer mit Flaubert (Gemma Bovery)
- 2015: 21 Nächte mit Pattie (21 Nuits avec Pattie)
- 2016: Agnus Dei – Die Unschuldigen (Les innocentes)
- 2017: Marvin (Marvin ou la Belle Éducation)
- 2019: Weiß wie Schnee – Wer ist die Schönste im ganzen Land? (Blanche comme neige)
- 2018: Champagner & Macarons – Ein unvergessliches Gartenfest (Place publique)
- 2020: Mein Liebhaber, der Esel & Ich (Antoinette dans les Cévennes)
- 2021: Glück auf einer Skala von 1 bis 10 (Presque)